# 蜀西香青
蜀西香青（学名：Anaphalis souliei）是菊科香青属的植物，为中国的特有植物。分布于中国大陆的四川等地，生长于海拔3,000米至4,200米的地区，见于亚高山山坡山脊、高山、草地和林下，目前尚未由人工引种栽培。